# مغان، حاجی‌قبول
مُغان (به ترکی آذربایجانی: Muğan) یک منطقهٔ مسکونی در جمهوری آذربایجان است که در شهرستان حاجی‌قبول واقع شده‌است. مغان ۴٬۶۶۸ نفر جمعیت دارد.